# The Strange Death of Liberal England (Rockband)
The Strange Death of Liberal England (auch bekannt als TSDOLE) sind eine englische Rockband aus Portsmouth. Musikalisch lassen sie sich zwischen Folk, Indierock und Postrock einordnen. Sie veröffentlichten bisher zwei Alben.

## Geschichte
The Strange Death of Liberal England wurde 2005 von Adam Woolway (Gitarre, Gesang), Andrew Wright (Bass, Begleitgesang), Andrew Summerly (Schlagzeug, Begleitgesang), Kelly Jones (Glockenspiel, Begleitgesang) und William Charlton (Gitarre, Schlagzeug, Begleitgesang) gegründet. Ihren Bandnamen nahm sie vom gleichnamigen Buch von George Dangerfield aus dem Jahr 1935.
Während sie anfangs vor allem instrumentale Musik spielte, dominiert mittlerweile der Gesang in ihren Songs. 2005 nahm sie ihre erste EP auf, Anfang 2007 veröffentlichten sie ihre erste Single A Day Another Day auf Fantastic Plastic. Mitte desselben Jahres folgte dann ihr erstes Album Forward March!. Dieses löste bei vielen Kritikern Begeisterung aus, gigwise.com bezeichnete es als das beste Debütalbum des Jahres 2007. Mit vielen Liveauftritten in England, Frankreich und Deutschland nahm ihre Fangemeinde stark zu.
Am 14. Juli 2008 veröffentlichte sie die Single Angelou und im Dezember 2009 begannen sie mit den Aufnahmen für ihr neues Album.
Am 13. September 2010 veröffentlichte The Strange Death of Liberal England das Album Drown Your Heart Again, das von David M. Allen (u. a. The Cure, The Sisters of Mercy, Depeche Mode) produziert wurde.
Musikalisch wird sie häufig mit Bands wie Arcade Fire und Explosions in  the Sky verglichen, die englische Musikpresse bezeichnete sie unlängst als „Arcade Fire mit Tattoos“, mittlerweile entwickelt sich die Gruppe jedoch von diesen Bands weg in Richtung eines eigenen Stils.

## Diskografie
- Drown Your Heart Again (LP; Republic of Music, 2010)
- Rising Sea (Single; Republic of Music, 2010)
- Angelou (Single; Fantastic Plastic; 2008)
- Forward March (LP; Fantastic Plastic; 2007)
- Oh Solitude (Single; Fantastic Plastic; 2007)
- A Day Another Day (Single; Fantastic Plastic; 2007)
- Stop/Go Happy/Sad Forward/Forward (EP; Eigenvertrieb; 2005)